# Cuivré des Balkans
Lycaena ottomana
Espèce
Statut de conservation UICN

 VU A1cde : Vulnérable
Le Cuivré des Balkans (Lycaena ottomana) est une espèce de lépidoptères (papillons) de la famille des Lycaenidae et de la sous-famille des Lycaeninae.

## Systématique
L'espèce Lycaena ottomana a été décrite par Alexandre Louis Lefebvre en 1831 sous le protonyme Polyommatus ottomanus. Le genre Lycaena dans lequel est aujourd'hui placé cette espèce étant féminin, l'épithète spécifique original ottomanus doit être féminisé selon les règles du code de nomenclature zoologique.
Synonymes : 
- Polyommatus ottomanus Lefebvre, 1831 — protonyme
- Heodes ottomanus (Lefebvre, 1831)[3].

### Publication originale
- Lefebvre, A. 1831. Description du Polyommatus ottomanus. Magasin de Zoologie, 1: n°19 (Pl.19 - Texte).

## Noms vernaculaires
Le Cuivré des Balkans se nomme Grecian Copper en anglais.

## Description
Le Cuivré des Balkans est un petit papillon présentant un dimorphisme sexuel. Le dessus du mâle est cuivré bordé de marron avec de petits points noir à l'apex des antérieures, celui de la femelle est ornementé de lignes de points noirs aux ailes antérieures orange comme aux ailes postérieures orange bordées de marron. Au verso le mâle et la femelle ont des ailes antérieures orangées ornées de petits points noirs alors que les postérieures beaucoup plus beige chez le mâle comportent une ornementation orange, une bande sub-marginale formée par des dessins curvilignes proches.
Pour la seconde génération le verso des ailes postérieures serait jaunâtre.

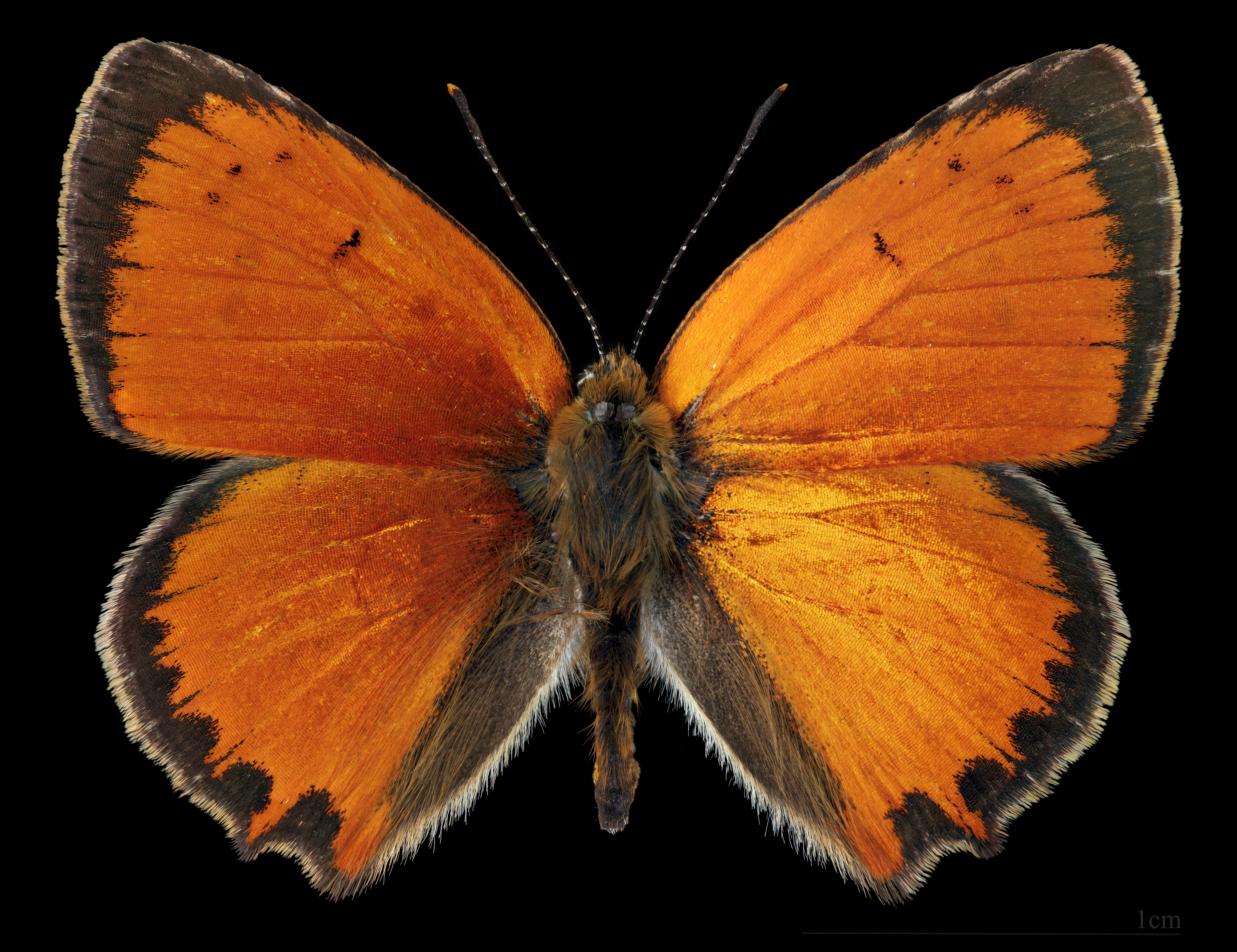
Lycaena ottomanus ♂   	MHNT
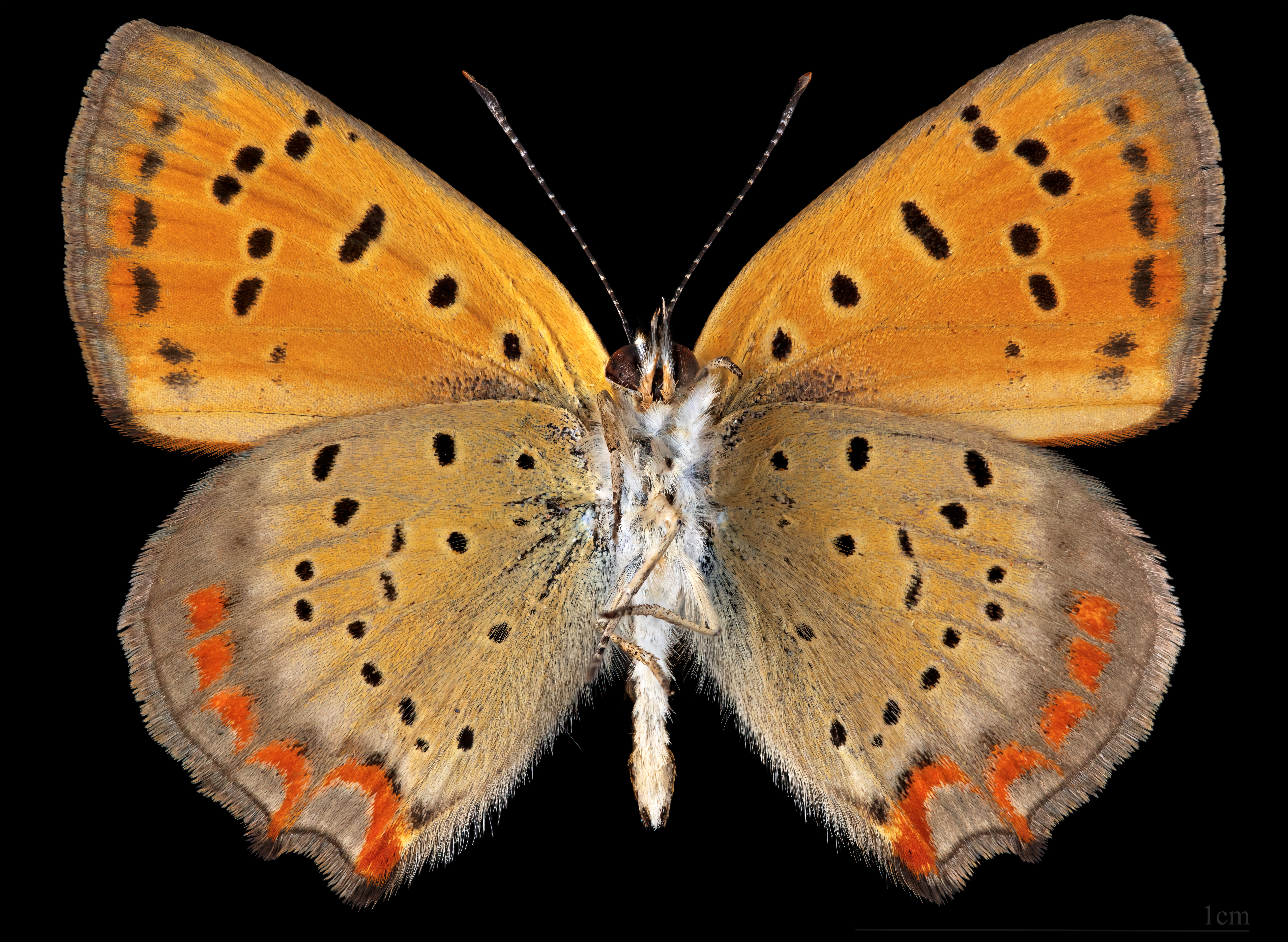
Lycaena ottomanus ♂  △

### Chenille et chrysalide
Les œufs sont pondus sur la plante hôte Rumex acetosella.

### Espèces proches ou ressemblantes
Dans son aire de répartition, le Cuivré de la verge d'or (Lycaena virgaureae), le Cuivré du genêt (Lycaena thersamon), le Cuivré d'Anatolie (Lycaena thetis) et le Cuivré turc (Lycaena candens) peuvent être difficiles à différencier.

## Biologie

### Période de vol et hivernation
Il vole en deux générations, en avril-mai puis juillet août.

### Plantes hôtes
La plante hôte est Rumex acetosella.

## Écologie et distribution
Son aire de répartition est limitée au sud des Balkans, Monténégro de la Serbie, Albanie, Bulgarie, nord de la Grèce et cote sud de la Turquie,.

### Biotope
Il affectionne les lieux rocailleux, secs, broussailleux.

### Protection
Il est inscrit sur le Red Data Book (Livre rouge européen) pour la Macédoine, la Bosnie, la Grèce, la Hongrie, la Bulgarie, la  Yougoslavie et la Turquie,.